# Lúcia Taeki

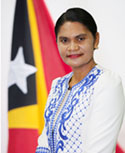
Lucia Taeki

Lúcia Taeki oder Lusia Taeki (* 3. Februar 1972 in Oe-Cusse Ambeno, Portugiesisch-Timor) ist eine osttimoresische Politikerin. Sie ist Mitglied der Partei Congresso Nacional da Reconstrução Timorense (CNRT) und zweite Vizepräsidentin der Partei in Oe-Cusse Ambeno.

## Werdegang
Taeki hat einen Abschluss in öffentlichem Gesundheitswesen inne. 2015 wurde sie Regionalsekretärin für Gesundheit der Autoridade da Região Administrativa Especial de Oe-Cusse Ambeno (ARAEO). Sie war außerdem Chefin der Abteilung für Frauen- und Kindergesundheit sowie Direktorin des regionalen Gesundheitsdienstes.
Auf Listenplatz 48 des CNRT scheiterte Taeki bei den Parlamentswahlen in Osttimor 2017, da die Partei nur 22 Sitze gewann. Nach der vorzeitigen Auflösung des Parlaments 2018 trat Taeki bei den Neuwahlen am 12. Mai auf Listenplatz 33 der Aliança para Mudança e Progresso (AMP) an, zu der auch der CNRT gehört, und zog in das Parlament ein. Sie wurde Sekretärin der parlamentarischen Kommission für Bildung, Gesundheit, soziale Sicherheit und Gleichstellung der Geschlechter (Kommission F), dann aber am 16. Juni 2020 zum einfachen Mitglied der Kommission F zurückgestuft.
Bei den Parlamentswahlen 2023 trat Taeki auf Listenplatz 33 des CNRT an, die Partei erhielt aber nur 31 Sitze, sodass Taeki aus dem Parlament ausschied. Da aber drei Abgeordnete des CNRT für Regierungsämter nominiert waren, verzichteten diese auf ihren Abgeordnetensitz und Taeki rückte zur zweiten Parlamentssitzung nach.